# Bergiselbacken

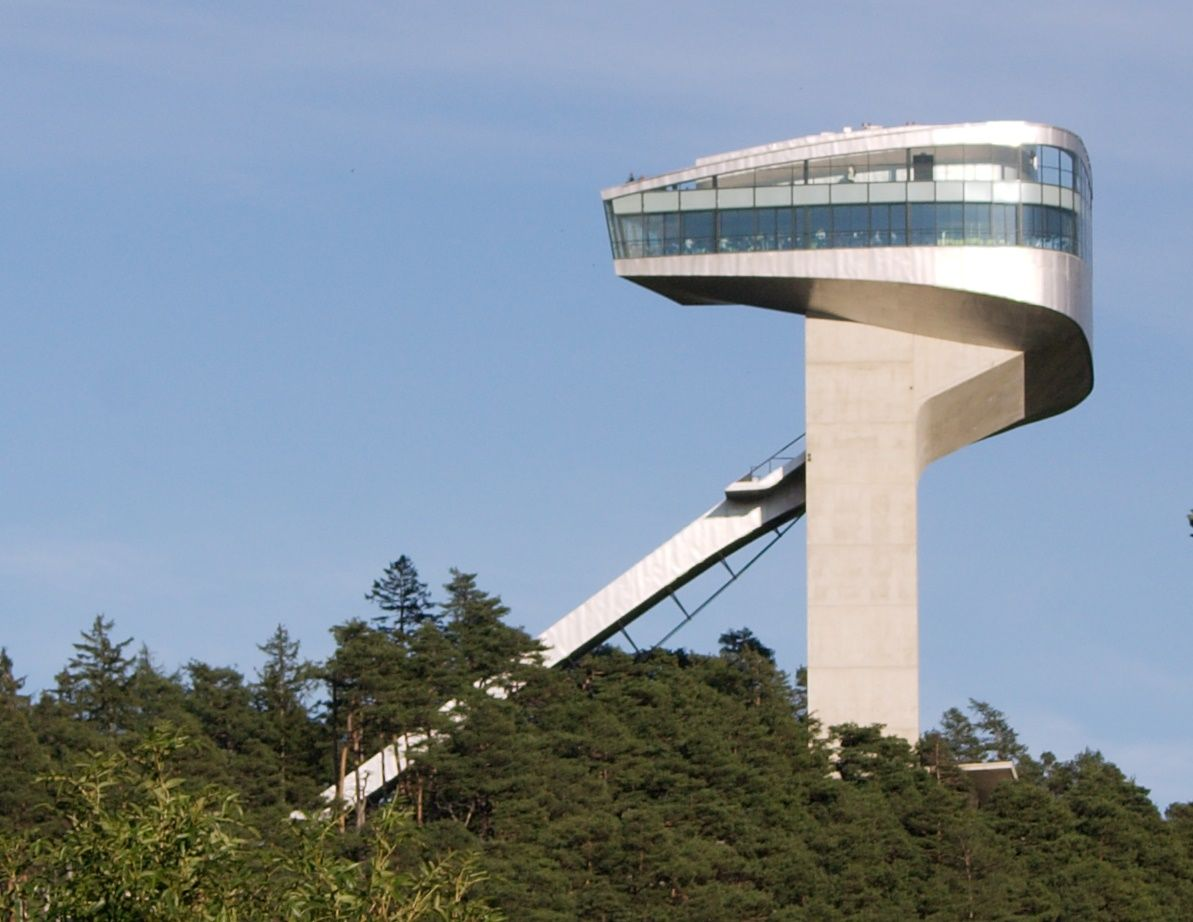
Tornet i Bergiselbacken

Bergiselschanze (svenska: Bergiselbacken) är en hoppbacke som ligger i bergsidan av Bergisel strax söder om Innsbruck, Österrike. Belägenheten och det säregna tornet i backen, har gjort Bergiselbacken till en av de mest kända och fotograferade hoppbackarna tillsammans med bland annat Holmenkollen och Olympiabacken i Garmisch-Partenkirchen, Tyskland. Backen är en av fyra som används vid Tysk-österrikiska backhopparveckan (tyska: Vierschanzentournee). Världsmästerskapen i nordisk skidsport arrangerades här 1933 och Olympiska vinterspelen arrangerades 1964 och 1976.

## Historia
Ski-Club Innsbruck bildades 1906 och arrangerade backhoppstävlingar i flera små hoppbackar gjorda av snö. Den första permanenta hoppbacken i Innsbruck blev byggd vid Husslhof 1908.
Den förste hoppbacken på Bergisel var en naturbacke som användes från 1927. Vinnaren av öppningstävlingen, Heinrich Mayerl, hoppade 47,5 meter. Det första tornet av träd blev byggt 1928. Backen blev ombyggd och utvidgad till VM år 1933 (egentligen en FIS-tävling som fick VM-status många år senare). Skid-VM 1933 gick av stapeln 8 - 12 februari. Några nationer, bland annat en hoppnation som Norge, deltog inte. I backhoppstävlingen vann Marcel Reymond, Schweiz 10,2 poäng före Rudolf Burkert, Tjeckoslovakien och 13,1 poäng före Sven Eriksson (senare Selånger). Sven Eriksson vann guldet i nordisk kombination.
Under andra världskriget kunde man inte hålla backen i användbart skick och själva tornet rasade samman 1941. 4 personer omkom och många blev skadade. Alla var fotbollsspelare i SV Villingen och SV Innsbruck som besökte backen under en fotbollsturnering. Backen byggdes upp igen 1949.
Tysk-österrikiska backhopparveckan startade 1953 med tävlingen i Bergiselbacken som den tredje av de fyra tävlingarna i backhopparveckan. Endast fyra gånger har tävlingen i Innsbruck inte varit den tredje i hoppveckan: 1956/57, 1961/62 och 1962/63, då tävlingen gick före nyår som den andra av de fyra tävlingarna, och under den tjugonde backhopparveckan säsongen 1971/72, då tävlingarna öppnade i Innsbruck. Tävlingen i Innsbruck arrangeras  vanligtvis den 3 eller 4 januari.
I den första tävlingen i Bergisel i backhopparveckan 1953, vann Sepp Bradl 1,0 poäng före Asgeir Dølplads, Norge och 15,0 poäng före Harry Bergqvist, Sverige. 4 svenska backhoppare var med i första backhopparveckan.
Bergiselbacken ombyggdes bland annat före Olympiska vinterspelen 1964. Då stod en modern backanläggning klar för backhopparna. Det var första gången i OS-sammanhang som det tävlades i två backar, normalbacken och stora backen. Första OS-tävlingen gick för sig i normalbacken. Veikko Kankkonen, Finland vann OS-guldet 3,6 och 7,0 poäng före norrmännen Toralf Engan som tog silver och bronsmedaljören Torgeir Brandtzæg. I stora backen var medaljörerna de samma, men ett "halvt fall" fråntog Kankkonen en ny guldmedalj (han var nere i backen med handen under landningen). Han tog i stället silvermedaljen 1,8 poäng efter Toralf Engan. Torgeir Brandtzæg tog en ny bronsmedalj, 1,7 poäng från silverplatsen. Kjell Sjöberg tog femteplatsen i normalbacken och Kurt Elimä (båda hopparna från Sverige) tog sjundeplatsen i stora backen.
Nya ombyggnader och moderniseringar gjordes till Olympiska vinterspelen 1976. Backhoppningen dominerades av Österrike och Östtyskland på den tiden och lagen från dessa två nationer delade medaljerna broderligt sig emellan. Bland de åtta bästa i storbackstävlingen var det bara utövare från Östterrike och Östtyskland. Tävlingen i normalbacken 7 februari vanns av Hans-Georg Aschenbach 5,8 poäng före landsmannen Jochen Danneberg som säkrade en dubbelvinst för Östtykland. Karl Schnabl vann en bronsmedalj för Österrike, 3,8 poäng efter silverplatsen. Österrikarna och Karl Schnabl skulle få revansch i stora backen 15 februari. Då vann österrikarna dubbelt med Karl Schnabl som guldmedaljör 1,9 poäng före landsmannen Toni Innauer. Henry Glass tog bronset för östtyskarna 11,2 poäng ifrån silvret. Även i nordisk kombination blev det östtysk seger. Ulrich Wehling vann backhoppningen klart och höll undan för konkurrenterna med en trettonde plats i längdåkningstävlingen.
Under Snowboard-tävlingen Air & Style som arrangerades i Bergiselbacken 4 december 1999 uppstod panik bland publiken och fem personer trampades ihjäl och fem andra blev allvarligt skadade, varav en dog av skadorna 2003. Totalt skadades 38 personer svårt.
En större ombyggnad av backen ägde rum 2001 - 2002, då backen nykonstruerades av irakisk-brittiska arkitekten Zaha Hadid. Den ombyggda backen användes första gången under backhopparveckan  januari 2002, och blev officiellt invigd 14 september samma år. I första tävlingen i nya backen (deltävling i backhopparveckan och världscupen) vann österrikaren Wolfgang Loitzl en mycket tät tävling, bara 1,0 poäng före landsmannen Gregor Schlierenzauer och 3,0 poäng före Martin Schmitt, Tyskland.